# Ядерный магнитный резонанс

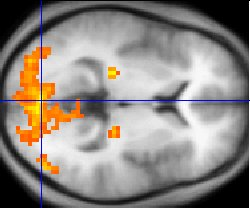
Изображение мозга человека на медицинском МРТ-томографе

Я́дерный магни́тный резона́нс (ЯМР) — резонансное поглощение или излучение электромагнитной энергии веществом, содержащим ядра с ненулевым спином во внешнем магнитном поле, на частоте ν (называемой частотой ЯМР), обусловленное переориентацией магнитных моментов ядер. 
Явление ядерного магнитного резонанса было открыто в 1938 году Исидором Раби в молекулярных пучках, за что он был удостоен Нобелевской премии 1944 года. В 1946 году Феликс Блох и Эдвард Миллз Парселл получили ядерный магнитный резонанс в жидкостях и твёрдых телах (Нобелевская премия 1952 года).
Одни и те же ядра атомов в различных окружениях в молекуле показывают различные сигналы ЯМР. Отличие такого сигнала ЯМР от сигнала стандартного вещества позволяет определить так называемый химический сдвиг, который обусловлен химическим строением изучаемого вещества. В методиках ЯМР есть много возможностей определять химическое строение веществ, конформации молекул, эффекты взаимного влияния, внутримолекулярные превращения.

## Физика ЯМР

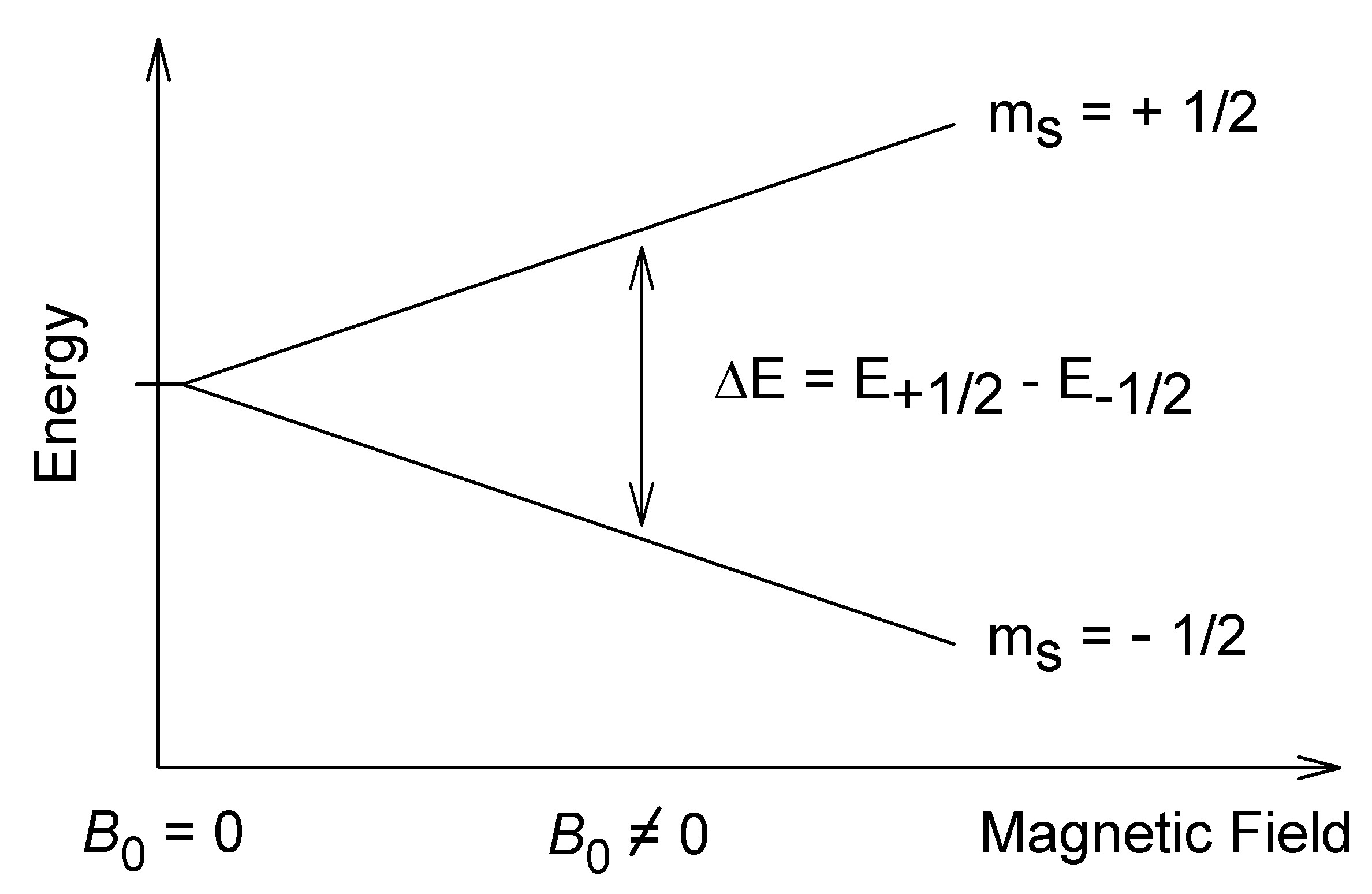
Расщепление энергетических уровней ядра с I = 1/2 в магнитном поле

В основе явления ядерного магнитного резонанса лежат магнитные свойства атомных ядер с ненулевым спином (собственным вращательным моментом). 
Все ядра несут электрический заряд. В большинстве разновидностей ядер этот заряд «вращается» относительно оси ядра, и это вращение ядерного заряда генерирует магнитный дипольный момент, который способен взаимодействовать с внешним магнитным полем. Среди всех ядер лишь ядра, содержащие одновременно чётное число нейтронов и чётное число протонов (чётно-чётные ядра), в основном состоянии не обладают вращательным моментом, а следовательно, и дипольным магнитным моментом. Остальные ядра обладают в основном состоянии ненулевым вращательным моментом {\displaystyle J=\hbar I}, связанным с магнитным моментом {\displaystyle \mu } соотношением
{\displaystyle \mu =\gamma J},
где {\displaystyle \hbar } — постоянная Дирака, {\displaystyle I} — спиновое квантовое число, {\displaystyle \gamma } — гиромагнитное отношение.
Угловой момент и магнитный момент ядра квантованы, и собственные значения проекции и углового и магнитного моментов на ось z произвольно выбранной системы координат определяются соотношением
{\displaystyle J_{z}=\hbar \mu _{I}} и {\displaystyle \mu _{z}=\gamma \hbar \mu _{I}},
где {\displaystyle \mu _{I}} — магнитное квантовое число собственного состояния ядра. Значения {\displaystyle \mu _{I}} определяются спиновым квантовым числом ядра
{\displaystyle \mu _{I}=I,I-1,I-2,...,-I},
то есть ядро может находиться в {\displaystyle 2I+1} состояниях.
Так, у протона (или другого ядра с I = 1/2 — 13C, 19F, 31P и т. п.) {\displaystyle \mu _{z}} может находиться только в двух состояниях
{\displaystyle \mu _{z}=\pm \gamma \hbar I=\pm \gamma \hbar /2.}
Такое ядро можно представить как магнитный диполь, z-компонента которого может быть ориентирована параллельно либо антипараллельно положительному направлению оси z произвольной системы координат.
У ядра 6Li (или другого ядра с I = 1 — 14N, 32P и т. п.) {\displaystyle \mu _{z}} может находиться в трёх состояниях
{\displaystyle \mu _{z}=\gamma \hbar \cdot (-1;0;+1).}
Следует отметить, что в отсутствие внешнего магнитного поля все состояния с различными {\displaystyle \mu _{z}} имеют одинаковую энергию, то есть являются вырожденными. Вырождение снимается во внешнем магнитном поле, при этом расщепление относительно вырожденного состояния пропорционально величине внешнего магнитного поля и магнитного момента состояния и для ядра со спиновым квантовым числом I во внешнем магнитном поле {\displaystyle B_{0}} появляется система из 2I + 1 энергетических уровней {\displaystyle -\mu _{z}B_{0},-{\frac {I-1}{I}}B_{0},...,{\frac {I-1}{I}}B_{0},\mu _{z}B_{0}}, то есть ядерный магнитный резонанс имеет ту же природу, что и эффект Зеемана расщепления электронных уровней в магнитном поле.
В простейшем случае для ядра со спином с I = 1/2 — например, для протона, — расщепление
{\displaystyle \delta E=\pm \mu _{z}B_{0}}
и разность энергии спиновых состояний
{\displaystyle \Delta E=2\mu _{z}B_{0}}
Это выражение просто утверждает, что разность энергий {\displaystyle \Delta E} пропорциональна {\displaystyle B_{0}}, поскольку остальные величины — константы. Для магнитного поля порядка 1 Тл и типичного ядерного магнитного момента расщепление уровней находится в диапазоне энергий, соответствующем частотам электромагнитного поля, лежащим в радиодиапазоне.
Как только возникла система двух уровней, можно вводить энергию в виде радиочастотного излучения с частотой ({\displaystyle \nu _{1}}), чтобы возбудить переходы между этими уровнями энергии в постоянном магнитном поле {\displaystyle B_{0}}. Фундаментальное уравнение ЯМР, связывающее прикладываемую частоту ({\displaystyle \nu }) с величиной напряжённости магнитного поля, записывается в виде
{\displaystyle \nu =(\gamma /2\pi )B_{0},}
поскольку
{\displaystyle \Delta E=h\nu .}
Частота облучения {\displaystyle \nu _{1}} находится в мегагерцевом диапазоне (МГц). Для протонов при величине поля {\displaystyle B_{0}}, равной 2,35 Тл, частота облучения равна 100 МГц. При увеличении поля в n раз во столько же возрастает и частота резонанса. При соотношении частоты и поля, равном {\displaystyle (\gamma /2\pi )}, система находится в резонансе; протон поглощает энергию, переходит на более высокий энергетический уровень, и можно записать спектр. Отсюда и возникает название спектроскопия ядерного магнитного резонанса. Постоянная {\displaystyle \gamma } называется гиромагнитным отношением и является фундаментальной ядерной постоянной. Это коэффициент пропорциональности между магнитным моментом {\displaystyle \mu } и спином ядра {\displaystyle I}:
{\displaystyle \gamma =2\pi \mu /hI}.
Радиочастотная энергия может вводится либо в режиме непрерывной развёртки в некотором диапазоне частот (continuous-wave (CW) или непрерывный режим), либо в виде короткого радиочастотного импульса, содержащего весь набор частот (импульсный режим). Эти два способа соответствуют двум разным типам спектрометров ЯМР. 
Ансамбль эквивалентных протонов, прецессирующих со случайной фазой вокруг оси z (т.е. вокруг направления постоянного магнитного поля {\displaystyle B_{0}}), порождает суммарную макроскопическую намагниченность в направлении оси z, но не в плоскости xy. 
Задача состоит в том, каким образом приложить радиочастотную электромагнитную энергию к протонам, ориентированным в постоянном магнитном поле, и как затем измерить энергию, поглощённую протонами при переходе в более высокое спиновое состояние. Это можно выяснить в терминах классической механики, если представить протон как частицу, вращающуюся во внешнем магнитном поле. Магнитная ось протона прецессирует вокруг оси z постоянного магнитного поля {\displaystyle B_{0}} подобно тому как прецессирует под действием гравитации волчок, ось вращения которого отклонена от перпендикуляра.  
Когда частота прикладываемого высокочастотного поля ({\displaystyle \nu _{1}}) равна частоте прецессии эквивалентных протонов (называемой в классической физике ларморовой частотой {\displaystyle \nu _{L}}, в МГц), достигается состояние ядерного магнитного резонанса, и основное уравнение ЯМР может быть записано в виде
{\displaystyle \nu _{L}=\nu _{1}=(\gamma /2\pi )B_{0}.}
Это уравнение применимо к ансамблю изолированных протонов. 
Наблюдение ЯМР облегчается тем, что в большинстве веществ атомы не обладают постоянными магнитными моментами электронов атомных оболочек вследствие явления замораживания орбитального момента.
Резонансные частоты ЯМР в металлах выше, чем в диамагнетиках (найтовский сдвиг).

## Химическая поляризация ядер
При протекании некоторых химических реакций в магнитном поле в спектрах ЯМР продуктов реакции обнаруживается либо аномально большое поглощение, либо радиоизлучение. Этот факт свидетельствует о неравновесном заселении ядерных зеемановских уровней в молекулах продуктов реакции. Избыточная заселённость нижнего уровня сопровождается аномальным поглощением. Инверсная заселённость (верхний уровень заселён больше нижнего) приводит к радиоизлучению. Данное явление называется химической поляризацией ядер.

### Ларморовские частоты некоторых атомных ядер
|               | Ларморовская частота МГц в поле | Ларморовская частота МГц в поле | Ларморовская частота МГц в поле |
| ядро          | 0,5 Тесла                       | 1 Тесла                         | 7,05 Тесла                      |
| ------------- | ------------------------------- | ------------------------------- | ------------------------------- |
| 1H (Водород)  | 21,29                           | 42,58                           | 300,18                          |
| 2D (Дейтерий) | 3,27                            | 6,53                            | 46,08                           |
| 13C (Углерод) | 5,36                            | 10,71                           | 75,51                           |
| 23Na (Натрий) | 5,63                            | 11,26                           | 79,40                           |
| 39K (Калий)   | 1,00                            | 1,99                            | 14,03                           |

Частота для резонанса протонов находится в диапазоне коротких волн (длина волн около 7 м).

## Применение ЯМР

### Спектроскопия

#### Приборы
Сердцем спектрометра ЯМР является мощный магнит. В эксперименте, впервые осуществлённом на практике Парселлом, образец, помещённый в стеклянную ампулу диаметром около 5 мм, заключается между полюсами сильного электромагнита. Затем, для улучшения однородности магнитного поля, ампула начинает вращаться, а магнитное поле, действующее на неё, постепенно усиливают. В качестве источника излучения используется радиочастотный генератор высокой добротности. Под действием усиливающегося магнитного поля начинают резонировать ядра, на которые настроен спектрометр. При этом экранированные ядра резонируют на частоте, чуть меньшей, чем ядра, лишённые электронных оболочек.
Поглощение энергии фиксируется радиочастотным мостом и затем записывается самописцем. Частоту увеличивают до тех пор, пока она не достигнет некого предела, выше которого резонанс невозможен.
Так как идущие от моста токи весьма малы, снятием одного спектра не ограничиваются, а делают несколько десятков проходов. Все полученные сигналы суммируются на итоговом графике, качество которого зависит от отношения сигнал/шум прибора.
В данном методе образец подвергается радиочастотному облучению неизменной частоты, в то время как сила магнитного поля изменяется, поэтому его ещё называют методом непрерывного облучения (CW, continous wave).
Традиционный метод ЯМР-спектроскопии имеет множество недостатков. Во-первых, он требует большого количества времени для построения каждого спектра. Во-вторых, он очень требователен к отсутствию внешних помех, и как правило, получаемые спектры имеют значительные шумы. В-третьих, он непригоден для создания спектрометров высоких частот (300, 400, 500 и более МГц). Поэтому в современных приборах ЯМР используется метод так называемой импульсной спектроскопии (PW), основанной на фурье-преобразованиях полученного сигнала. В настоящее время все ЯМР-спектрометры строятся на основе мощных сверхпроводящих магнитов с постоянной величиной магнитного поля.
В отличие от CW-метода, в импульсном варианте возбуждение ядер осуществляют не «постоянной волной», а с помощью короткого импульса, продолжительностью несколько микросекунд. Амплитуды частотных компонент импульса уменьшаются с увеличением расстояния от ν0. Но так как желательно, чтобы все ядра облучались одинаково, необходимо использовать «жесткие импульсы», то есть короткие импульсы большой мощности. Продолжительность импульса выбирают так, чтобы ширина частотной полосы была больше ширины спектра на один-два порядка. Мощность достигает нескольких тысяч ватт.
В результате импульсной спектроскопии получают не обычный спектр с видимыми пиками резонанса, а изображение затухающих резонансных колебаний, в котором смешаны все сигналы от всех резонирующих ядер — так называемый «спад свободной индукции» (FID, free induction decay). Для преобразования данного спектра используют математические методы, так называемое фурье-преобразование, по которому любая функция может быть представлена в виде суммы множества гармонических колебаний.

#### Спектры ЯМР

Спектр ^{1}H 4-этоксибензальдегида. В слабом поле (синглет ~9,25 м д.) сигнал протона альдегидной группы, в сильном (триплет ~1,85-2 м д.) — протонов метила этоксильной группы.

Для качественного анализа c помощью ЯМР используют анализ спектров, основанный на таких замечательных свойствах данного метода:
- сигналы ядер атомов, входящих в определённые функциональные группы, лежат в строго определённых участках спектра;
- интегральная площадь, ограниченная пиком, строго пропорциональна количеству резонирующих атомов;
- ядра, лежащие через 1—4 связи, способны давать мультиплетные сигналы в результате т. н. расщепления друг на друге.

Положение сигнала в спектрах ЯМР характеризуют химическим сдвигом их относительно эталонного сигнала. В качестве последнего в ЯМР 1Н и 13С применяют тетраметилсилан Si(CH3)4 (ТМС). Единицей химического сдвига является миллионная доля (м.д.) частоты прибора. Если принять сигнал ТМС за 0, а смещение сигнала в слабое поле считать положительным химическим сдвигом, то мы получим так называемую шкалу δ. Если резонанс тетраметилсилана приравнять 10 м.д. и обратить знаки на противоположные, то результирующая шкала будет шкалой τ, практически не используемой в настоящее время.
Если спектр вещества слишком сложен для интерпретирования, можно воспользоваться квантовохимическими методами расчёта констант экранирования и на их основании соотнести сигналы.

### ЯМР-интроскопия
Явление ядерного магнитного резонанса можно применять не только в физике и химии, но и в медицине: организм человека — это совокупность все тех же органических и неорганических молекул.
Чтобы наблюдать это явление, объект помещают в постоянное магнитное поле и подвергают действию радиочастотных и градиентных магнитных полей. В катушке индуктивности, окружающей исследуемый объект, возникает переменная электродвижущая сила (ЭДС), амплитудно-частотный спектр которой и переходные во времени характеристики несут информацию о пространственной плотности резонирующих атомных ядер, а также о других параметрах, специфических только для ядерного магнитного резонанса. Компьютерная обработка этой информации формирует объёмное изображение, которое характеризует плотность химически эквивалентных ядер, времена релаксации ядерного магнитного резонанса, распределение скоростей потока жидкости, диффузию молекул и биохимические процессы обмена веществ в живых тканях.
Сущность ЯМР-интроскопии (или магнитно-резонансной томографии) состоит в реализации особого рода количественного анализа по амплитуде сигнала ядерного магнитного резонанса. В обычной ЯМР-спектроскопии стремятся реализовать, по возможности, наилучшее разрешение спектральных линий. Для этого магнитные системы регулируются таким образом, чтобы в пределах образца создать как можно лучшую однородность поля. В методах ЯМР-интроскопии, напротив, магнитное поле создаётся заведомо неоднородным. Тогда есть основание ожидать, что частота ядерного магнитного резонанса в каждой точке образца имеет своё собственное значение, отличающееся от значений в других частях. Задав какой-либо код для градаций амплитуды ЯМР-сигналов (яркость или цвет на экране монитора), можно получить условное изображение (томограмму) срезов внутренней структуры объекта.

#### Споры об авторстве изобретения
По утверждению ряда источников, ЯМР-интроскопия, ЯМР-томография впервые в мире изобретены в 1960 г.  В. А. Ивановым. Заявку на изобретение (способ и устройство) некомпетентный эксперт отклонил «… ввиду явной бесполезности предлагаемого решения», поэтому авторское свидетельство на это было выдано лишь более чем через 10 лет. Таким образом, официально признано, что автором ЯМР-томографии является не коллектив нижеуказанных нобелевских лауреатов, а российский учёный. Невзирая на этот юридический факт, Нобелевская премия была присуждена за ЯМР-томографию вовсе не В. А. Иванову.

## Нобелевские премии
Нобелевская премия по физике за 1952 г. была присуждена Феликсу Блоху и Эдварду Миллс Парселлу «За развитие новых методов для точных ядерных магнитных измерений и связанные с этим открытия».
Нобелевская премия по химии за 1991 г. была присуждена Рихарду Эрнсту
«За вклад в развитие методологии ядерной магнитной резонансной спектроскопии высокого разрешения».
Нобелевская премия по химии за 2002 г. (1/2 часть) была присуждена Курту Вютриху «За разработку применения ЯМР-спектроскопии для определения трёхмерной структуры биологических макромолекул в растворе».
Нобелевская премия по физиологии и медицине за 2003 г. была присуждена Полу Лотербуру, Питеру Мэнсфилду «За изобретение метода магнитно-резонансной томографии».